# Choniostoma paradoxum
Choniostoma paradoxum is een eenoogkreeftjessoort uit de familie van de Nicothoidae. De wetenschappelijke naam van de soort is voor het eerst geldig gepubliceerd in 1930 door Nierstrasz & Brender à Brandis.